# Скулптура Партизански курир
Партизански курир или само Курир је скулптура вајара Стевана Боднарова која је 1954. године постављена у Столицама код Крупња, одмах поред куће, односно бивше управне зграде рудника „Зајаче”, у којој је 26. септембра 1941. године одржано саветовање Врховног штаба Народноослободилачких партизанских одреда Југославије. Током 1990-их година спомен-музеј у Столицама је девастиран, а скулптура „Партизански курир” је заједно са скулптуром „Маршал Тито”, вајара Антуна Аугустинчића, више пута била бацана у оближњу провалију.
Скулптура представља партизанског борца-курира, с качкетом на глави, који стоји у раскораку. На леђима курира је обешена пушка. Десна рука курира је наслоњена на врх пушке, а шаком десне руке додирује кундак пушке.
Након постављања скулптуре у Столицама, Стеван Боданорв је један одливак ове скулптуре поклонио председнику ФНРЈ Јосипу Брозу Титу, који је био постављен у кругу Резиденције у Ужичкој 15 у Београду. Ова скулптура се у кругу резиденције налазила све до 1999. године, када је након НАТО бомбародвања, у којем је уништена тадашња резиденција председника СРЈ, премештена у круг Музеја историје Југославије испред Куће цвећа.
Одливци скулптуре „Партизански курир” постављени су касније на још неколико локација, а неке од њих су:
- испред зграде Општинског комитета Савеза комуниста Србије, а данас Градског одбора Социјалистичке партије Србије у Шапцу
- испред Дома омладине и пионира Вождовца, а данас Центра за културу и спорт „Шумице”, у београдском насељу Шумице.
- испред Спомен-дома посвећеног Првој јужноморавској бригади, на планини Радан у општини Бојник
- испред Спомен-дома у селу Утрг, код Бара, подигнут 1974. године

## Галерија
- Скулптура „Партизански курир” у кругу Музеја Југославије
- Скулптура „Партизански курир” испред Градског одбора СПС у Шапцу
- Скулптура „Партизански курир” испред ЦКС „Шумице” у Београду
- Зграда спомен-музеја у Столицима испред које је постављена оригинална скулптура 1954. године